# Альтавілла-Мілічія
Альтавілла-Мілічія (італ. Altavilla Milicia, сиц. Altavilla Milicia) — муніципалітет в Італії, у регіоні Сицилія, метрополійне місто Палермо.
Альтавілла-Мілічія розташована на відстані близько 440 км на південь від Рима, 18 км на південний схід від Палермо.
Населення — 8142 особи (2014).
Щорічний фестиваль відбувається 6, 7, 8 вересня. Покровитель — Madonna della Milicia.

## Демографія
Населення за роками:

Станом на 1 січня 2023 року в муніципалітеті офіційно проживали 153 іноземці з 37 країн, серед них 69 громадян країн Євросоюзу.

## Сусідні муніципалітети
- Кастельдачча
- Трабія